# Comitati Olimpici Europei
L'associazione dei Comitati Olimpici Europei o COE è l'organismo internazionale che riunisce i 50 comitati olimpici nazionali d'Europa che sono riconosciuti dal Comitato Olimpico Internazionale (CIO). La sede è a Roma. Dal 2021 il presidente è Spyros Capralos.

## Storia
L'impulso a formare un'organizzazione di Comitati nazionali olimpici proviene da un'idea che Giulio Onesti, assieme a Raoul Mollet e Raymond Gafner, espose durante un incontro del CIO tenutosi nel 1967 a Teheran; essa venne immediatamente attuata con la costituzione dell'Associazione dei Comitati Nazionali Olimpici.
La creazione di una prima associazione continentale dei Comitati Nazionali seguì a ruota, concretizzandosi durante un'assemblea a livello europeo tenuta a Versailles nel 1969; fu però solo a Lisbona, nel 1975, che l'Associazione si dotò di un proprio statuto ed assunse la sua prima denominazione ufficiale, quella di Associazione dei Comitati Nazionali Olimpici Europei (ACNOE).
Nel corso degli anni ottanta i compiti e le funzioni dell'ACNOE si estesero sempre più, anche a materie riguardanti l'attualità e l'organizzazione delle future edizioni dei giochi; fu in questo periodo che i Comitati Organizzatori divennero ospiti permanenti alle riunioni. Nel 1989, Jacques Rogge fu eletto alla presidenza e Mario Pescante gli fu affiancato alla segreteria; sotto la loro guida le attività dell'associazione vissero un periodo di ulteriore espansione e venne aperta la sede permanente di Roma.
All'inizio degli anni novanta, a causa degli stravolgimenti politici verificatisi in Europa in seguito alla caduta del muro di Berlino, si formarono ben quindici nuovi Comitati Nazionali, che in poco tempo furono accolti nell'Associazione, facendola passare a quarantotto componenti. Nel 1995 l'AENOC cambiò definitivamente nome in Comitati Olimpici Europei (COE) e stabilì un'altra sede di rappresentanza a Losanna, nelle vicinanze della sede del CIO, mentre la sede operativa fu mantenuta in Italia.

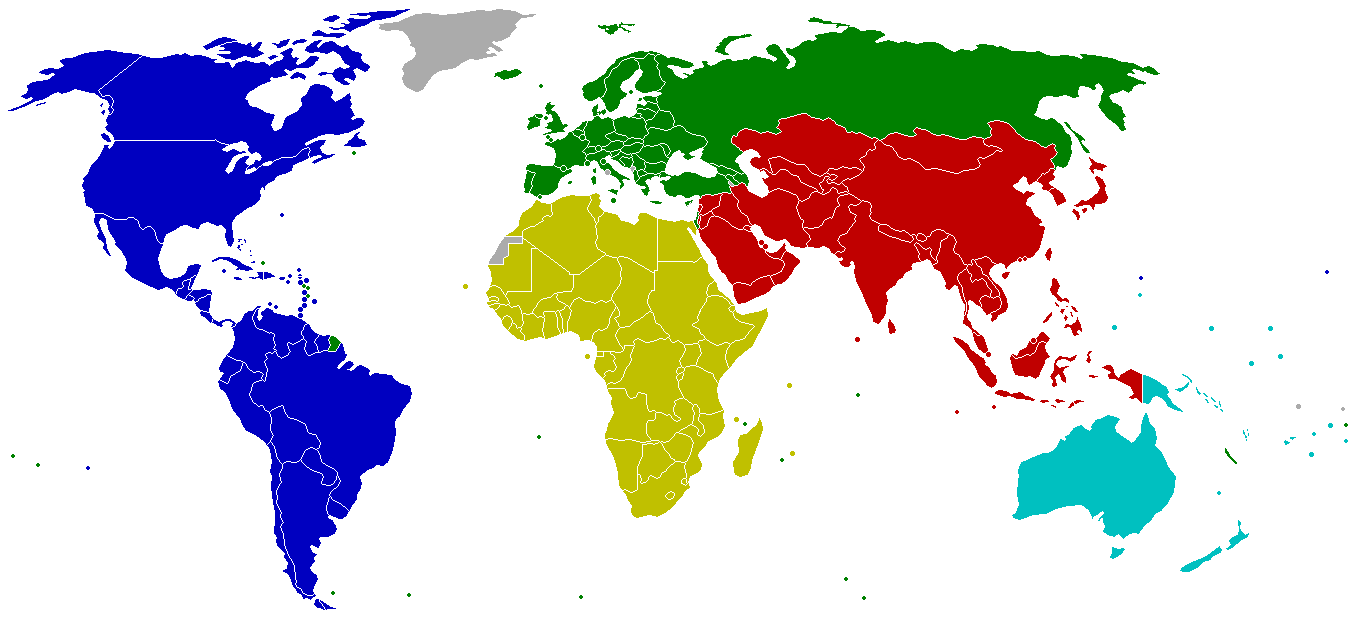
In verde, i Comitati Olimpici Europei

L'8 dicembre 2012 a Roma fu annunciata la decisione di dar vita ai Giochi europei, manifestazione multisportiva continentale a cadenza quadriennale, a partire dall'edizione del 2015 che fu ospitata a Baku.
Il 24-25 novembre 2017, durante la 46ª Assemblea Generale tenutasi a Zagabria, Janez Kocijančič fu eletto Presidente, che morì il 1º giugno 2020 all'età di 78 anni; il vicepresidente Niels Nygaard assunse la carica di presidente ad interim fino a quando non si svolsero le nuove elezioni all'Assemblea generale del 2021. Spyros Capralos fu eletto 9º Presidente dell'EOC ad Atene, in Grecia, il 10 giugno 2021. L'elezione ha avuto luogo durante la 50ª Assemblea Generale dei COE, alla quale hanno partecipato i rappresentanti di tutti i 50 Comitati Olimpici Nazionali Europei.

## Sede e funzioni
La sede operativa del COE si trova a Roma - in Via della Pallacanestro, nei pressi della sede del CONI - e i suoi principali obiettivi sono quelli di provvedere alla promozione e diffusione dei princìpi olimpici nel vecchio continente, ad azioni di solidarietà olimpica nei confronti dei comitati nazionali meno sviluppati e di più recente costituzione, ai rapporti con le altre organizzazioni sportive e con quelle non sportive politiche ed istituzionali, agli accordi bilaterali con le altre associazioni olimpiche continentali, alla preparazione delle future edizioni dei Giochi olimpici ed alla commercializzazione dei prodotti ad essi legati.

## Struttura
L'associazione è governata da un Presidente, coadiuvato da un Segretario Generale e due Vicepresidenti; ad essi si affiancano l'Assemblea Generale (che si riunisce ogni anno), un Comitato Esecutivo (che viene convocato almeno quattro volte l'anno), numerosi comitati tecnici, commissioni e gruppi di lavoro. I Comitati organizzatori delle future Olimpiadi partecipano come ospiti alle riunioni del COE.

### Presidenti
- Jean de Beaumont ( Francia) 1969 – 1976
- Bo Bengtson ( Svezia) 1976 – 1980
- Franco Carraro ( Italia) 1980 – 1987
- Kurt Heller ( Austria) 1987 – 1989
- Jacques Rogge ( Belgio) 1989 – 2001
- Mario Pescante ( Italia) 2001 – 2006
- Patrick Hickey ( Irlanda) 2006 – 2017
- Janez Kocijančič ( Slovenia) 2017 - 2020[3]
- Niels Nygaard (reggente) ( Danimarca) 2020 - 2021
- Spyros Capralos ( Grecia) 2021[2] - in carica

### Segretari generali
- Jean Weymann ( Svizzera) 1969 – 1980
- Adrien Vanden Eede ( Belgio) 1980 – 1989
- Mario Pescante ( Italia) 1989 – 2001
- Patrick Hickey ( Irlanda) 2001 – 2006
- Raffaele Pagnozzi ( Italia) 2006 – 2025
- Carlo Mornati ( Italia) 2025 – in carica

## Comitati affiliati
Nella seguente tabella sono riportati i comitati che fanno dell'associazione con l'anno della fondazione e l'anno di riconoscimento ufficiale da parte del CIO, nel caso in cui non corrisponda con il primo.
| Paese                | Codice CIO | Comitato Olimpico Nazionale                              | Fondazione | Rif. |
| -------------------- | ---------- | -------------------------------------------------------- | ---------- | ---- |
| Albania              | ALB        | Comitato Olimpico Nazionale Albanese                     | 1958/1959  |      |
| Andorra              | AND        | Comitato Olimpico Andorrano                              | 1971/1975  |      |
| Armenia              | ARM        | Comitato Olimpico Nazionale Armeno                       | 1990/1993  |      |
| Austria              | AUT        | Comitato Olimpico Austriaco                              | 1908/1912  |      |
| Azerbaigian          | AZE        | Comitato Olimpico Nazionale della Repubblica Azera       | 1992/1993  |      |
| Belgio               | BEL        | Comitato Olimpico e Interfederale Belga                  | 1906       |      |
| Bielorussia          | BLR        | Comitato Olimpico Nazionale Bielorusso                   | 1991/1993  |      |
| Bosnia ed Erzegovina | BIH        | Comitato Olimpico di Bosnia ed Erzegovina                | 1992/1993  |      |
| Bulgaria             | BUL        | Comitato Olimpico Bulgaro                                | 1923/1924  |      |
| Rep. Ceca            | CZE        | Comitato Olimpico Ceco                                   | 1899/1993  |      |
| Cipro                | CYP        | Comitato Olimpico Cipriota                               | 1974/1978  |      |
| Croazia              | CRO        | Comitato Olimpico Croato                                 | 1991/1993  |      |
| Danimarca            | DEN        | Comitato Olimpico e Confederazione Sportiva di Danimarca | 1905       |      |
| Estonia              | EST        | Comitato Olimpico Estone                                 | 1923/1991  |      |
| Finlandia            | FIN        | Comitato Olimpico Finlandese                             | 1907       |      |
| Francia              | FRA        | Comitato Nazionale Olimpico e Sportivo Francese          | 1894       |      |
| Georgia              | GEO        | Comitato Nazionale Olimpico Georgiano                    | 1989/1993  |      |
| Germania             | GER        | Federazione Tedesca degli Sport Olimpici                 | 1895       |      |
| Grecia               | GRE        | Comitato Olimpico Ellenico                               | 1894/1895  |      |
| Irlanda              | IRL        | Consiglio Olimpico d'Irlanda                             | 1922       |      |
| Islanda              | ISL        | Associazione Nazionale Olimpica e Sportiva d'Islanda     | 1921/1935  |      |
| Israele              | ISR        | Comitato Olimpico d'Israele                              | 1933/1952  |      |
| Italia               | ITA        | Comitato olimpico nazionale italiano                     | 1908/1915  |      |
| Kosovo               | KOS        | Comitato Olimpico del Kosovo                             | 2003       |      |
| Lettonia             | LAT        | Comitato Olimpico Lettone                                | 1922/1991  |      |
| Liechtenstein        | LIE        | Federazione degli Sport Olimpici del Liechtenstein       | 1935       |      |
| Lituania             | LTU        | Comitato Nazionale Olimpico di Lituania                  | 1924/1991  |      |
| Lussemburgo          | LUX        | Comitato Olimpico e Sportivo Lussemburghese              | 1912       |      |
| Macedonia del Nord   | MKD        | Comitato Olimpico della Macedonia del Nord               | 1992/1993  |      |
| Malta                | MLT        | Comitato Olimpico Maltese                                | 1928/1936  |      |
| Moldavia             | MDA        | Comitato Nazionale Olimpico Moldavo                      | 1991/1993  |      |
| Monaco               | MON        | Comitato Olimpico Monegasco                              | 1907/1953  |      |
| Montenegro           | MNE        | Comitato Olimpico Montenegrino                           | 2006/2007  |      |
| Norvegia             | NOR        | Comitato Olimpico Norvegese                              | 1900       |      |
| Paesi Bassi          | NED        | Comitato Olimpico dei Paesi Bassi                        | 1912       |      |
| Polonia              | POL        | Comitato Olimpico Polacco                                | 1918/1919  |      |
| Portogallo           | POR        | Comitato olimpico portoghese                             | 1909       |      |
| Regno Unito          | GBR        | Associazione olimpica britannica                         | 1905       |      |
| Romania              | ROU        | Comitato Olimpico e Sportivo Rumeno                      | 1914       |      |
| Russia               | RUS        | Comitato Olimpico Russo                                  | 1989/1993  |      |
| San Marino           | SMR        | Comitato Olimpico Nazionale Sammarinese                  | 1959       |      |
| Serbia               | SRB        | Comitato Olimpico Serbo                                  | 1911/1912  |      |
| Slovacchia           | SVK        | Comitato Olimpico Slovacco                               | 1992/1993  |      |
| Slovenia             | SLO        | Comitato Olimpico Sloveno                                | 1991/1993  |      |
| Spagna               | ESP        | Comitato Olimpico spagnolo                               | 1912       |      |
| Svezia               | SWE        | Comitato Olimpico Svedese                                | 1913       |      |
| Svizzera             | SUI        | Associazione Olimpica Svizzera                           | 1912       |      |
| Turchia              | TUR        | Comitato Olimpico Nazionale Turco                        | 1908/1911  |      |
| Ucraina              | UKR        | Comitato Olimpico Nazionale Ucraino                      | 1990/1993  |      |
| Ungheria             | HUN        | Comitato Olimpico Ungherese                              | 1895       |      |